# Яблочная кислота
Я́блочная кислота́ (оксиянта́рная кислота́, химическая формула — C4H6O5 или НООС−СН2−СН(ОН)−СООН) — слабая органическая кислота, двухосновная предельная оксикислота. При стандартных условиях — кристаллическое вещество без цвета и запаха.
Соли и сложные эфиры яблочной кислоты называются мала́тами.

## История
Впервые выделена шведским химиком Карлом Вильгельмом Шееле в 1785 году из сока незрелых яблок.
В 1787 году Антуан Лавуазье предложил для вещества название acide malique, происходящее от латинского слова mālum — названия растений рода «Яблоня».

## Свойства
Яблочная кислота представляет собой бесцветные гигроскопичные кристаллы, хорошо растворимые в воде, этиловом спирте и диэтиловом эфире.
Существует в двух энантиомерно чистых формах и в виде рацемической смеси.

## Нахождение в природе
Яблочная кислота содержится в незрелых яблоках, винограде, рябине, барбарисе, малине, апельсине, мандарине, лимоне и др. 
Чтобы вина не производили впечатление кислых, яблочная кислота должна под воздействием бактерий преобразоваться в молочную. Виноделы часто сознательно запускают этот процесс, именуемый яблочно-молочным брожением. Если винодел желает сохранить в вине яблочную кислоту, то такое брожение не проводят, а если оно началось — его останавливают (например, путем понижения температуры в винном погребе). 
В растениях махорки и табака содержится в виде химического соединения с никотином. В природе преобладает l-форма яблочной кислоты.
В цитрусовых, выращенных в органическом сельском хозяйстве, содержится больше яблочной кислоты, чем во фруктах, выращенных в традиционном сельском хозяйстве.

## Роль в метаболизме
Яблочная кислота является промежуточным продуктом цикла трикарбоновых кислот и глиоксилатного цикла. В цикле Кребса l-яблочная кислота образуется путём гидратации фумаровой кислоты и далее окисляется коферментом НАД+ в щавелевоуксусную кислоту.

## Применение
Применяется как пищевая добавка (Е296) природного происхождения при приготовлении прохладительных напитков и кондитерских изделий. Также применяется в медицине в составе средств для парентерального питания, дегидратации и дезинтоксикации, плазмозамещающих средств. Помимо этого, яблочную кислоту также применяют как компонент в составе различных косметических средств.